# Viviendas del 1026-1028 Fifth Ave.
Las Viviendas del 1026-1028 Fifth Ave.  es un distrito histórico ubicado en Nueva York, Nueva York. El Viviendas del 1026-1028 Fifth Ave. se encuentra inscrito como un Distrito Histórico en el Registro Nacional de Lugares Históricos desde el 12 de febrero de 1999. 

## Ubicación
Las Viviendas del 1026-1028 Fifth Ave. se encuentra dentro del condado de Nueva York en las coordenadas 40°46′47″N 73°57′42″O / 40.779722, -73.961667.